# Sjölyckan, Borås kommun
Sjölyckan (2010 namnsatt till Sjölyckan och Lergered) var en av SCB avgränsad småort 2005 och 2010 i Borås kommun i Västra Götalands län som omfattade bebyggelse i småhusområdena Sjölyckan och Lergered i Dannike socken öster om Dannike och söder om sjön Rammsjön. Området räknas sedan 2015 som en del av tätorten Dannike.